# 検見川神社

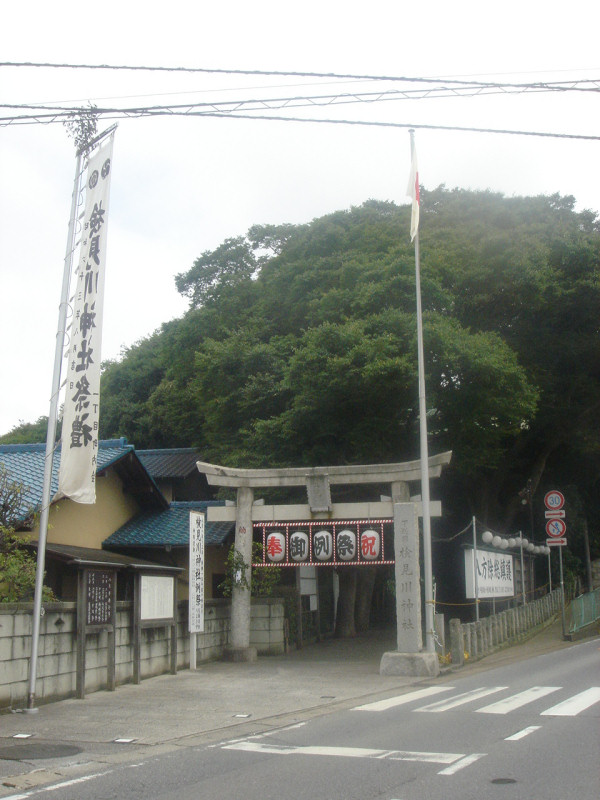
鳥居

検見川神社（けみがわじんじゃ）は、千葉市花見川区にある神社。旧社格は村社。神紋は「五瓜に唐花」と「変わり焔玉」と「九曜」。

## 祭神
当社の本殿は並列した三社殿からなり、以下の神々が祀られている。
- 素盞嗚尊（中神殿） - 八坂神社の祭神
- 宇迦之御魂神（東神殿） - 稲荷神社の祭神
- 伊弉冉尊（西神殿） - 熊野神社の祭神

## 由緒
現在地から北隣の地は「嵯峨」と称され嵯峨天皇ゆかりの地として伝わっており、朝廷と関係のある土地であったと考えられている。貞観11年（869年）に全国で疫病が流行した際にこの嵯峨の地で素盞嗚尊が祀られたのが当社の始まりとされている。
承平年間（931年～938年）、嵯峨天皇にゆかりのある平春靖という人物の子孫が当地周辺を開墾しようとして疫病が流行したところ、嵯峨の地から素盞嗚尊の神鏡が出土し、疫病は土地を無断で犯したことから起きた災いであるという神託があった。承平4年（934年）にお詫びとして社殿を創建し祭祀を営むと災難が終息し無事開墾することができたと伝えられている。
文禄年間（1593年～1596年）、嵯峨の地から現在の花輪台の地に社殿を遷座。元和2年（1616年）、検見川を領有した幕府旗本の金田正明が一族が崇敬していた宇迦之御魂神を、更に寛永年間（1624年～1644年）に当地にあった神社（応永16年（1409年）創建）の祭神である伊弉冉尊を合祀した。
昭和62年（1987年）に「八坂神社」から「検見川神社」へ改称。

## 末社

### 境内末社
- 寄宮社（五社堂殿）
  - 下総天満宮
  - 嵯峨大地主神社（祭神は土公神）
  - 天地神集神社（祭神は八百万神）
  - 難波塞神社
  - 江戸湾金刀比羅宮
- 三峯神社
- 古峯神社
- 市神之社（祭神は夷神）
- 浅間神社

### 境外末社
- 鷲（おわし）神社

祭神は鷲大明神。検見川町3-341に位置する。
- 三峯神社

旧称は犬飼神社。検見川町5丁目に位置する。

## 交通アクセス
- 京成電鉄京成線 検見川駅より徒歩1分
- JR総武線 新検見川駅より徒歩6分

## 関連記事
- 八坂神社
- 熊野神社
- 稲荷神社
- 祇園信仰
- 牛頭天王
- 熊野権現
- 稲荷神
- 印旛放水路
- 金田氏
- 千葉氏
- 日本初!『お守りNFT』検見川神社から発売

　(令和4年8月1日 PR TIMES)
- お守りもデジタル化の時代？ 『お守りNFT』が登場 千葉・検見川神社

　(令和4年8月5日 マイナビニュース)
- 検見川神社 日本初の『お守りNFT』を発売 1年たつと自動でお焚き上げ

　(令和4年8月7日 Yahoo! ニュース)
- デジタルお守り、NFTとして授与 千葉市の検見川神社

　(令和4年8月16日 日本経済新聞 電子版)
- デジタルお守り、神社開発 スマホに画像保存、千葉市

　(令和4年9月24日 共同通信)
- デジタルお守り、神社開発 スマホに画像保存

　(令和4年9月24日 産経新聞 電子版)
- ネット経由で授与、スマホで画像保存　千葉・検見川神社が開発

　(令和4年9月27日 毎日新聞 デジタル)